# Галлон, Ноэль
Ноэ́ль Галло́н (фр. Noël Gallon; 11 сентября 1891, Париж — 26 декабря 1966, Париж) — французский композитор и музыкальный педагог. Брат Жана Галлона.
Учился в Парижской консерватории — в частности, у Шарля Леневе (композиция), Альбера Лавиньяка (гармония), Жоржа Коссада (контрапункт), Эдуара Рислера (фортепиано). В 1910 году он был удостоен Римской премии за кантату «Ацис и Галатея» (фр. Acis et Galathée). Начиная с 1920 года преподавал сольфеджио, а затем и контрапункт в Парижской консерватории. Среди его учеников следует назвать композиторов Мориса Дюрюфле, Оливье Мессиана, Анри Дютийё, Герда Бодера, Тони Обена, Андре Оссейна, Ульви Джемаля Эркина, Пьера Дерво, Сянь Синхая, Лукаса Фосса, Жана Юбо.
Среди творческого наследия композитора — лирическая драма «Крестьяне и солдаты» (фр. Paysans et Soldats; 1911), оркестровая сюита, фантазия для фортепиано и оркестра, соната для флейты и фагота, десять прелюдий, токката для фортепиано; писал также музыку для хора и песни. Кроме того, Галлону принадлежит ряд учебно-педагогических трудов.